# ادموند فرمی
ادموند فرمی (فرانسوی: Edmond Frémy‎؛ ۲۸ فوریه ۱۸۱۴–۳ فوریه ۱۸۹۴) یک شیمی‌دان فرانسوی بود. نام او امروزه بیشتر با نمک فرمی شناخته می‌شود. نمک فرمی یک ماده اکسیدکننده قوی است که در سال ۱۸۴۵ کشف شد. نمک فرنی یک رادیکال آزاد بادوام است که به‌طور استاندارد در تشدید پارامغناطیسی الکترون استفاده می‌شود.